# Rue Marie-Hélène-Lefaucheux
La rue Marie-Hélène Lefaucheux est une voie du 19e arrondissement de Paris, en France.

## Situation et accès
La rue Marie-Hélène Lefaucheux est une voie située dans le 19e arrondissement de Paris, qui débute au 132 bis, boulevard Macdonald. Elle se situe dans le secteur de l'ancien entrepôt Macdonald et dessert la Forêt linéaire sud.
Elle est desservie par le tramway T3b et la gare Rosa-Parks du RER E.

## Origine du nom

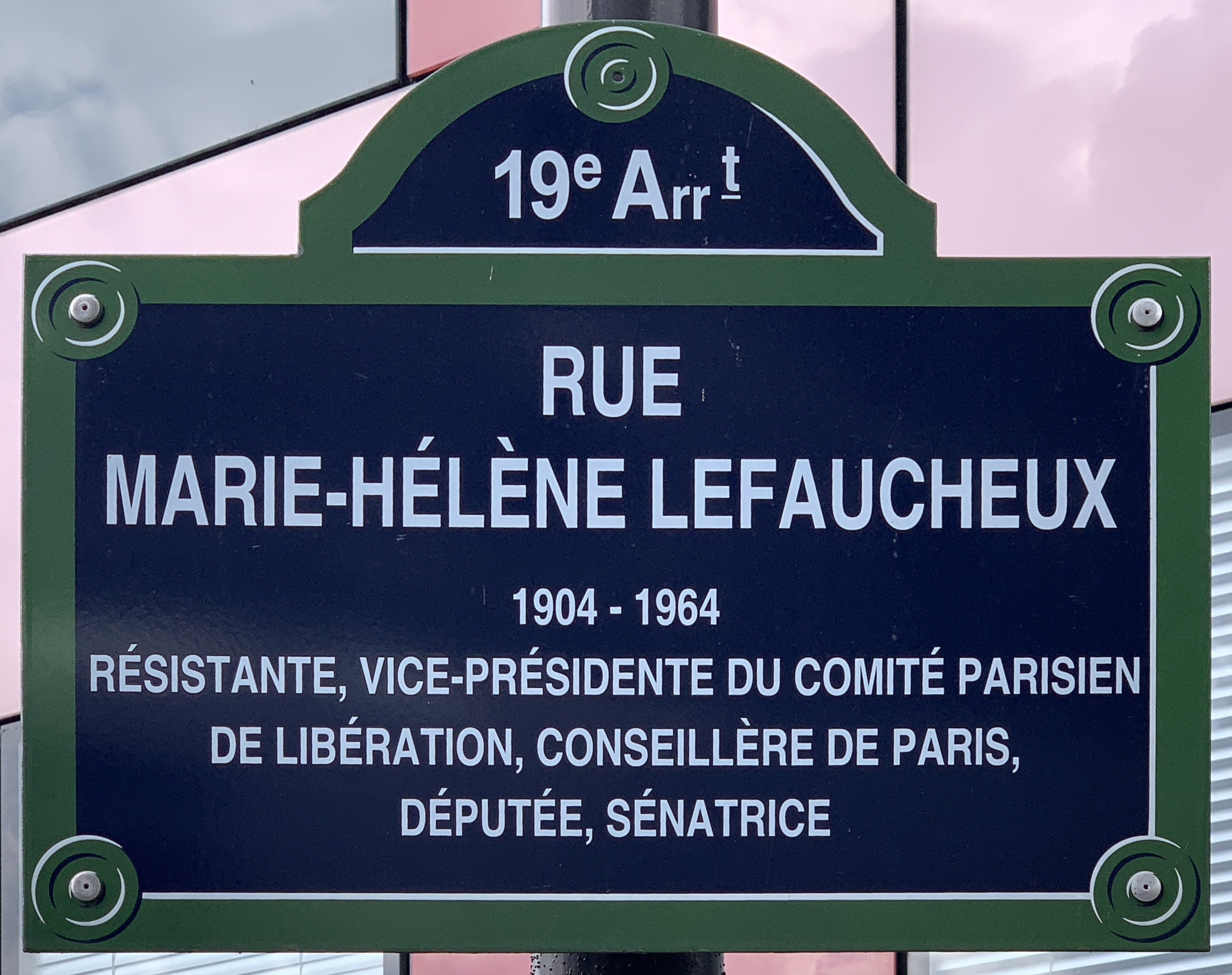
Plaque de la rue.

La rue est nommée en hommage à la résistante et femme politique française Marie-Hélène Lefaucheux, née Postel-Vinay (1904-1964).

## Historique
La voie est créée dans le cadre de l'aménagement du Grand projet de renouvellement urbain (GPRU) Paris Nord-Est secteur Macdonald sous le nom provisoire de voie EO/19 et prend sa dénomination actuelle en 2013 par décision du Conseil de Paris. 

## Bâtiments historiques et lieux de mémoire
- Entrepôt Macdonald
- Canal Saint-Denis
- Gare Rosa-Parks